# Apparizione dell'angelo a san Rocco
L'apparizione dell'angelo a san Rocco  (in portoghese Aparição do Anjo a São Roque) è un dipinto ad olio su tela del pittore manierista portoghese Gaspar Dias, realizzato nel 1584 e conservato nella chiesa di San Rocco a Lisbona. L'opera, che fu dipinta da Gaspar Dias in occasione del 16 agosto per la pala d'altare della Cappella di San Giovanni Battista, rappresenta l'apparizione di un angelo a san Rocco a Piacenza (presumibilmente nel 1369), a contatto con i malati secondo l'agiografia cattolica nell'ospedale di Santa Maria di Betlemme, e della visione dell'Angelo inviato da Dio che gli apparve una notte mentre stava riposando, avvertendolo che avrebbe sofferto della stessa malattia che aveva curato in altri, mandando un cane che ogni giorno gli portava del pane per nutrirlo. Nell'aprile 2016, il dipinto è stato selezionato come una delle dieci opere artistiche più importanti del Portogallo dal progetto Europeana.

## Descrizione
L'Angelo è presentato snello e librato nell'aria, con le sue vesti gonfie, rispettando il canone idealizzato che ricorda le figure serpentine di un Parmigianino, mentre la figura del Santo, in estasi mistica, presenta un movimento teatrale che potrebbe essere stato ispirato dal San Rocco e un donatore (1525) del pittore italiano. Il quadro compie la sua funzione catechetica con il massimo rigore, rappresentando chiaramente l'episodio della vita del santo (e in questo senso, fa parte della migliore pittura manierista controriformista), ma il pittore crea anche altri punti di fuga, accentuando così i contrasti di piani e valori, attraverso un vasto spazio architettonico che occupa lo sfondo e ne approfondisce notevolmente la composizione. Questo è un chiaro interno a volta di un edificio all'italiana fiancheggiato da un colonnato ionico che si apre lateralmente all'esterno sulla destra con tre aperture circondate da balconi di cui uno si scorge in controluce, mentre in lontananza lo spazio assiale dell'edificio termina in profondità in un'ampia abside arrotondata con due finestre anch'essa circondata da archi,- in cui si muovono altre figure, la cui scala differenziata esalta la figura di San Rocco in primo piano: sebbene quindi numerose siano le ipotesi che questa struttura architettonica possa riferirsi ad un tempio cristiano, non ci sono altri segni che confermino questa prima idea: infatti l'ipotetica navata non è chiusa poiché la luce è presente anche sul lato sinistro, non ci sono immagini o riferimenti ad oggetti di culto, le forme indefinite che si distinguono appena al centro del pavimento della suddetta "abside" non confermano la presenza di un altare, ed infine i personaggi in secondo piano danno allo spazio un'atmosfera classicizzante e non una funzione iconografica specifica legata all'agiografia di San Rocco. Le diagonali antagoniste, molto rappresentate dagli esponenti del Manierismo, creano suggestioni di squilibrio e irrazionalità, che energizzano l'intero spazio dando un'aria di freschezza.

## Storia e stile

### Modelli di riferimento

#### L'opera di Vredeman de Vries
Si stima che Dias abbia dipinto l'opera intorno al 1584, data iscritta sulle piastrelle di Francisco de Matos nella cappella di San Giovanni Battista. Presumibilmente il modello si deve a un disegno di Hans Vredeman de Vries (1527-1606), inciso da Hieronymus Cock nel 1560. Questa incisione faceva parte di una serie di 20, con prospettive architettoniche, pubblicate ad Anversa con il titolo Scenographie sive perspectivee (vt aedificia, hoc modo ad optican excitata, Pictorum vulgus vocat) pulcherrimae viginti selectiissimarum fabricarum. Queste composizioni, che divennero celebri come specialità creativa di Vredeman de Vries, erano generalmente concepiti come luoghi astratti, riflessioni senza tema sulla scienza della prospettiva, variazioni scenografiche e architettoniche destinate ad essere utilizzate da pittori, incisori, scultori, orafi o enologi come cornici di più ampi temi iconografici, religiosi o profani.

#### Il tempio ierosolimitano di Cock
In questo caso, però, l'incisione di Cock è utilizzato nello specifico per ricostituire la topografia immaginaria del Tempio di Salomone, e si inserisce in una controversia di lunga data, sia archeologica che esoterica, riguardante la sua planimetria (centralizzata o longitudinale) e la sua configurazione architettonica. Nessuna leggenda identifica tuttavia l'incisione con quella costruzione archetipica del tempio cristiano le cui proporzioni e metriche, secondo l'Antico Testamento, provengono da indicazioni divine; l'immagine del tempio ierosolimitano è identificata dall'altare assiale affiancato da due colonne che sostengono delle sfere (Jachin, la Stabilità, e Booz, la Fortezza). Entrambi questi elementi identificativi sono stati omessi dal Dias; ciò potrebbe significare che l'incisione sia stata utilizzata solo strumentalmente, come modello di geometria, con indifferenza a ciò che la composizione proponeva originariamente, utilizzando la sua topografia immaginaria ma rendendo il luogo piatto, annullandone l'identità. Tuttavia, come notato da Joaquim Oliveira Caetano, questa particolare immagine tipologica del tempio fu d'ispirazione per un'altra opera: durante gli stessi anni in cui fu eseguito il dipinto, nel primo programma di decorazione "illusionistica" del soffitto della stessa chiesa di São Roque, è presente una versione essenzialmente architettonica aggiunta, già nel XVII secolo, da una varia e densa iconografia (anche con vari riferimenti al tempio salomonico) che ad oggi interferisce la percezione del programma originario. La coincidenza di soggetti è profondamente suggestiva tanto che, alla fine del '500, molti degli intervenuti nella polemica intellettuale sulla ricostruzione del tempio erano personaggi della Compagnia di Gesù.

### L'opinione della critica
Verso la fine del XVII secolo, Félix da Costa Meesen, famoso memorialista di gusto classico e italiano, la propose come pezzo di punta tra i molti quadri di quel "genio ammirevole", davanti al quale, disse:
(Kubler, 1967)
Egli fu colpito dalla grazia e naturalezza dell'opera, definendola più volte come la più "corretta" e sofisticata di tutta la pittura portoghese della fine del XVI secolo, rendendo probabile che l'apprendistato italiano del pittore non fosse ancora stato documentato. Secondo molti studiosi moderni tra cui anche Vítor Serrão, la pala d'altare della cappella di S. Roque, nella chiesa omonima, è l'opera più importante identificata di Gaspar Dias, che la dipinse intorno al 1584, e di cui, a parte una predella rappresentante San Rocco in prigione (attualmente altrove) il frammento principale della pala era proprio l'Apparizione dell'Angelo. In quest'opera, Gaspar Dias si rivela un eccellente pittore, applicando fini velature e trattando le gradazioni cromatiche con delicatezza, con enfasi sulla qualità delle figure di dimensioni ridotte e dei panneggi, in uno stile chiaramente in linea con i buoni modelli del manierismo italiano di Parma e Roma. Per Maria João Vilhena, quest'opera mette in evidenza la grazia delle figure in primo piano, in una composizione in cui una galleria architettonica, ospita personaggi che alludono ad altri passaggi della vita del Santo.

## Galleria d'immagini

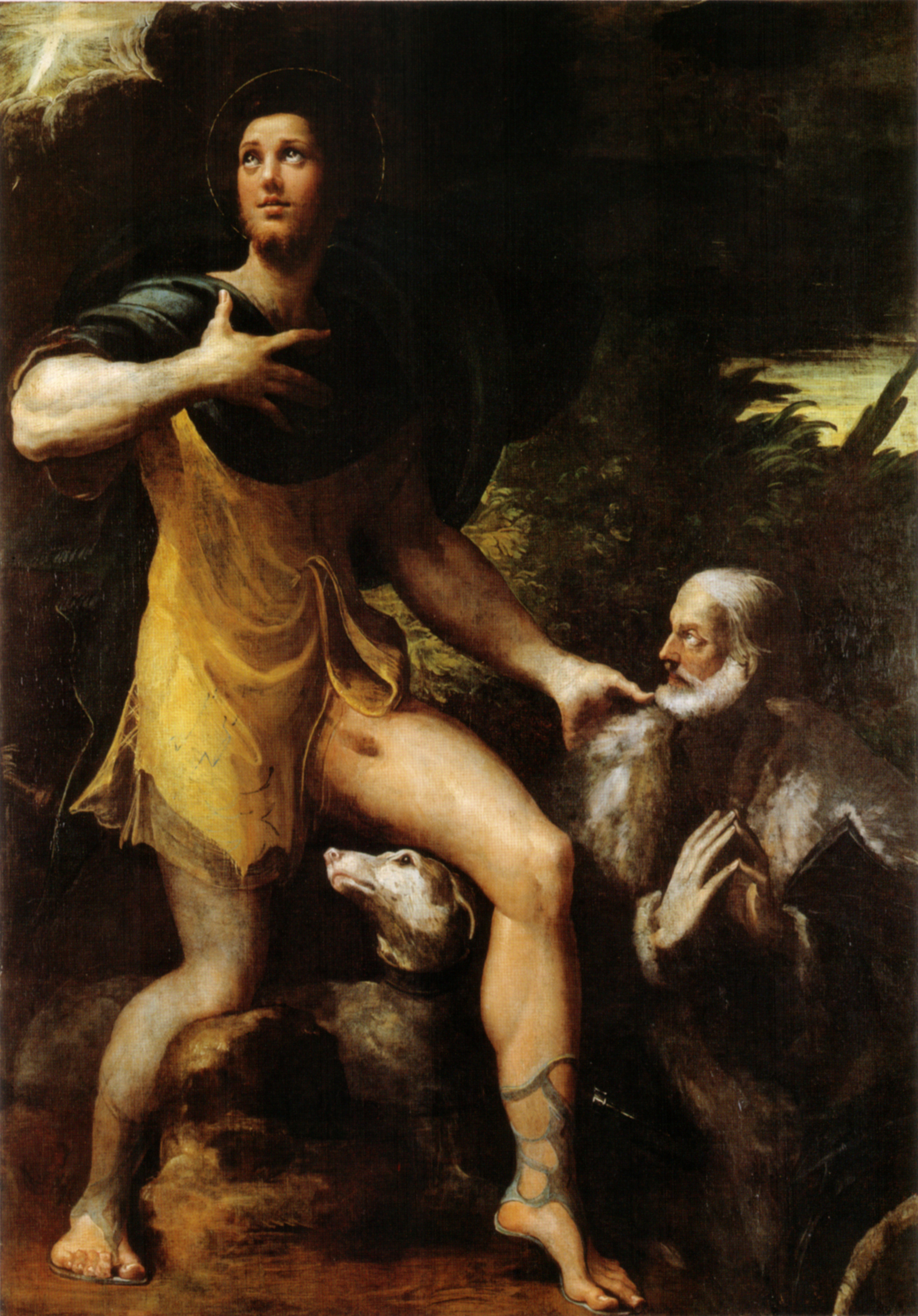
San Rocco e un donatore (1525), di Parmigianino, custodito nella Basilica di San Petronio a Bologna
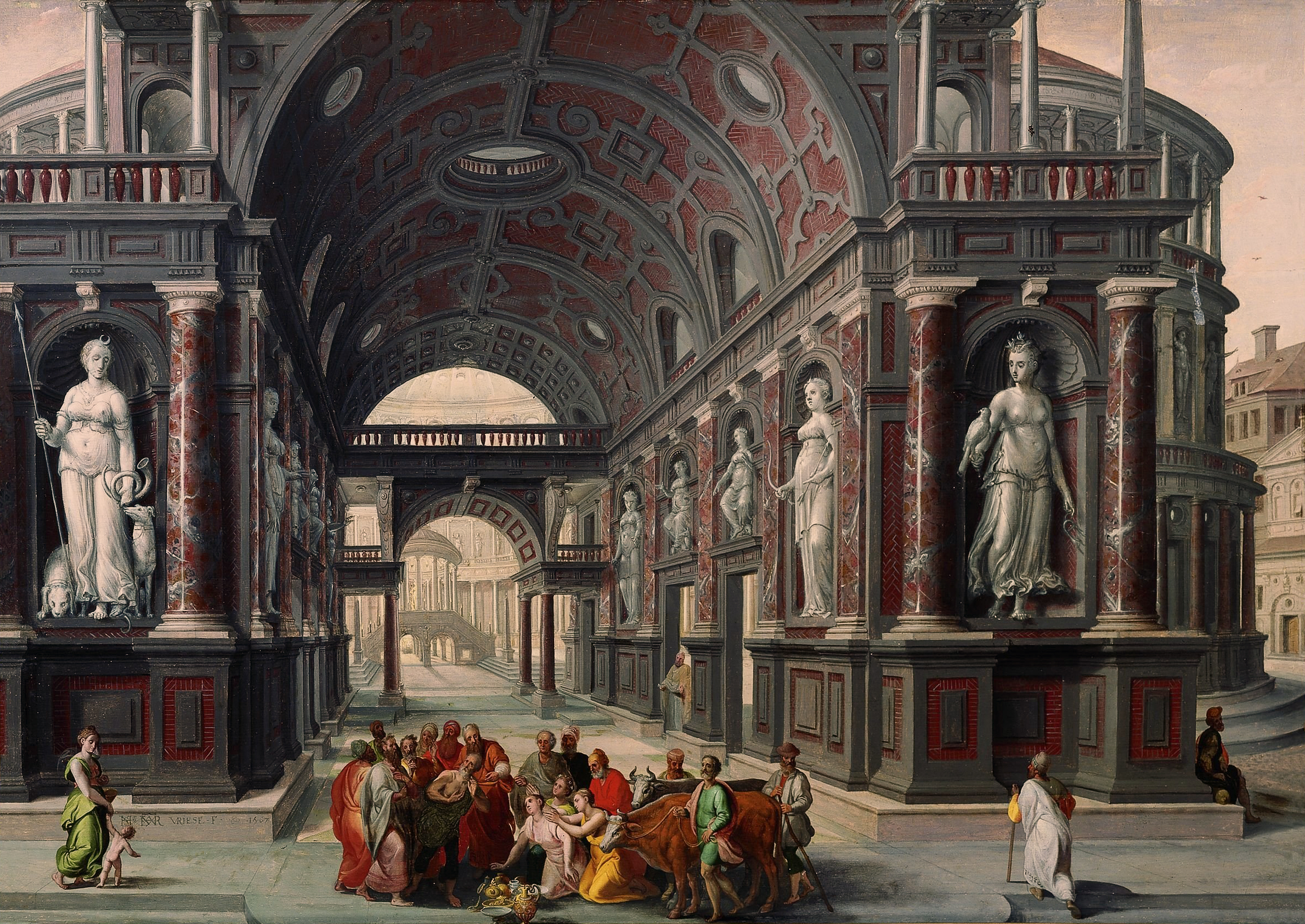
Il sacrificio di Listra (1567), di Hans Vredeman de Vries e Gillis Mostaert, Museo Paula Modersohn-Becker di Brema